# 洋溪镇 (安福县)
洋溪镇是江西省安福县下辖的一个镇。

## 行政区划
下辖以下地区：
洋溪社区、桥头村、南安村、枧田村、合村村、窑家村、店背村、塘里村、牌头村和田里村。